# Аякс (Marvel Comics)
Ая́кс (англ. Ajax), настоящее имя — Фрэ́нсис Фри́мен (англ. Francis Freeman) — суперзлодей, появляющийся в комиксах издательства Marvel Comics, созданный писателем Джо Келли и художником Уолтером МакДэниелом. Дебютировал в комиксе Deadpool vol. 3 #14 в марте 1998 года. Чаще всего изображается как один из главных врагов антигероя Дэдпула.
В фильме «Дэдпул» роль Аякса исполнил британский актёр Эд Скрейн.

## История публикаций
Аякс дебютировал в комиксе Deadpool vol. 3 #14 в марте 1998 года в качестве центрального врага Дэдпула.
В комиксе Deadpool vs. Thanos #2 в ноябре 2015 года Фрэнсис перерождается и получает новый суперзлодейский псевдоним — Бездонный человек.

## Биография

### Становление и смерть
Фрэнсис Фримен, более известный в тот момент времени как Лечащий врач, являлся охранником в научной лаборатории доктора Эмриса Киллебрю. Несмотря на свою неприязнь к Киллебрю, Фрэнсис с радостью измывался над людьми, запертыми в лаборатории, в том числе над наёмником Уэйдом Уилсоном. Но однажды, когда Фрэнсис переходит черту и вырывает Уилсону сердце с помощью научного оборудования, у последнего происходит мутация, и он, взяв себе псевдоним Дэдпул, расстреливает Фримена и оставляет его истекать кровью.
Несколько лет спустя выясняется, что Фримену удалось избежать смерти с помощью специальных высокотехнологичных имплантов, вживлённых в него ранее. Вооружившись специальной титановой бронёй и взяв себе суперзлодейский псевдоним Аякс, Фримен устраивает настоящий геноцид мутантов, убивая членов супергеройской команды Оружие X и стремясь жестоко отомстить Дэдпулу. Вскоре Аякс и Дэдпул встречаются в схватке и победу одерживает Дэдпул, который сворачивает Аяксу шею, тем самым убив его окончательно.

### Перерождение
Спустя много лет сын Мефисто, Блэкхарт, освобождает Аякса из ада и возрождает его в реальном мире, попутно даруя ему целую кучу новых суперсил. Блэкхарт использует улучшенного Аякса, который теперь называет себя Бездонным человеком, в борьбе против Дэдпула и Таноса, которые хотят остановить Блэкхарта в его стремлении свергнуть Мефисто. Бездонный человек сражается с Дэдпулом и Таносом, но в итоге проигрывает им в схватке.

## Силы и способности
После длительных исследований и экспериментов, проводимых со стороны доктора Киллебрю, Аякс получил повышенную физическую силу и высокую интуицию. Также, после вживления в него высокотехнологичных имплантов, Аякс получил сверхчеловеческую ловкость и скорость. Самой главной способностью Аякса является его полная нечувствительность и безразличность к физической боли — это произошло после того, как во время одного из экспериментов Киллебрю полностью удалил Аяксу нервные окончания.
После своего возрождения, осуществлённого Блэкхартом, Аякс, ставший Бездонным человеком, получил недолговременную способность к пирокинезу и полёту.

## Вне комиксов

### Киновселенная Людей Икс

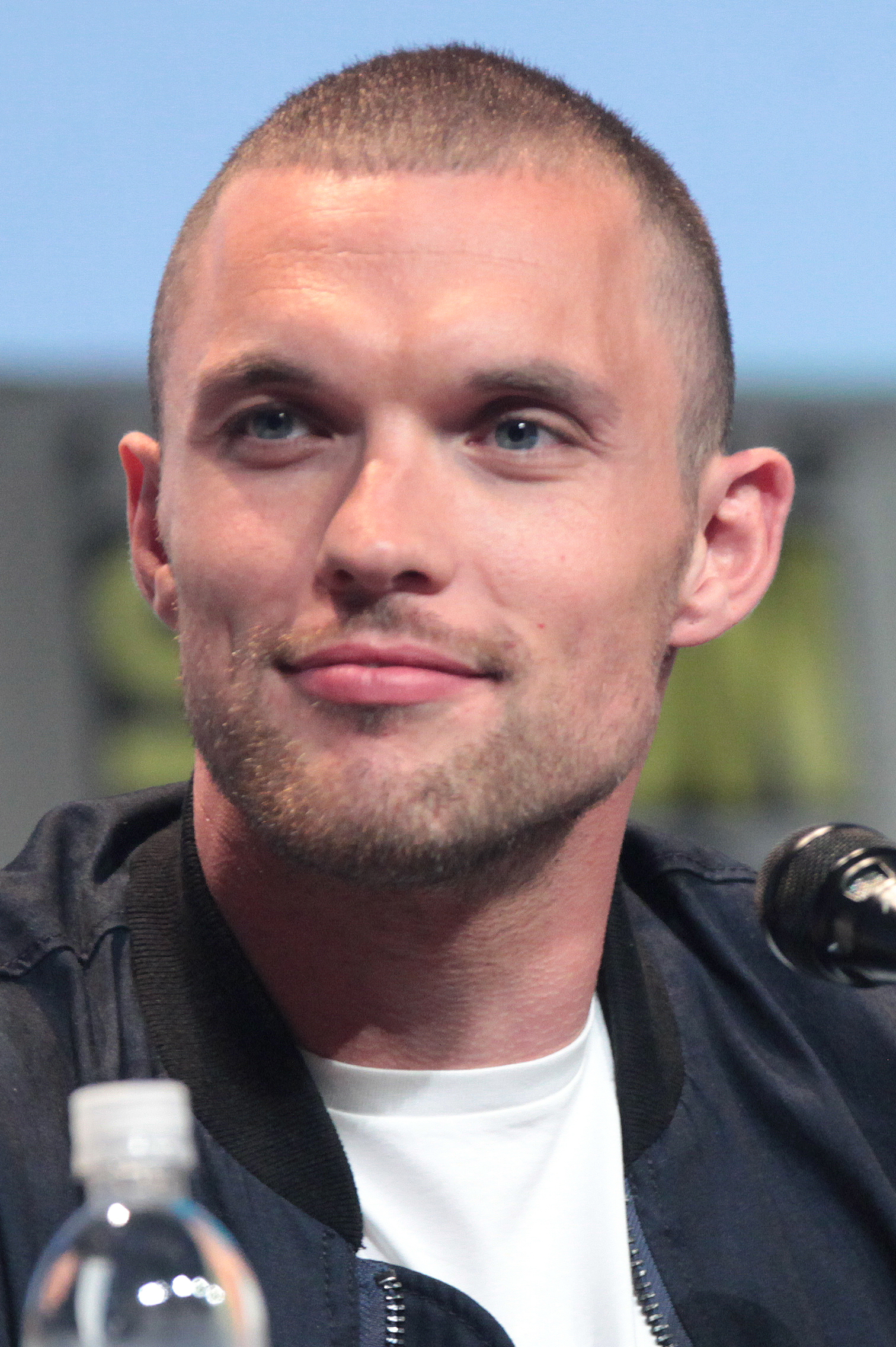
Актёр Эд Скрейн на пресс-конференции к фильму «Дэдпул» в 2015 году

- Аякс появляется в фильме «Дэдпул» в 2016 году в качестве главного антагониста в исполнении актёра Эда Скрейна. Как позже заявлял сценарист фильма, Ретт Риз, Аякс был выбран на роль антагониста из-за своего садистских наклонностей и невосприимчивости к боли[2]. По сюжету фильма наёмник Уэйд Уилсон попадает в секретную лабораторию по производству и продаже мутантов, в то время как Аякс является главой программы Оружие X. В итоге, после целой серии жестоких пыток, мутация Уилсона активируется, но он не желает становиться рабом и вступает в битву с Аяксом. Тот выиграет бой и пронзает Уилсона железным штырём, но, благодаря мутации, Уилсон выживает и сбегает. Спустя несколько лет Уилсон, ставший известным как Дэдпул, жаждет мести и нападает на Аякса на автомагистрали, но в последний момент появляются супергерои Колосс и Сверхзвуковая боеголовка, которые отвлекают Дэдпула и дают Аяксу время на побег. Затем Аякс и его сообщница Ангельская пыль похищают возлюбленную Дэдпула, Ванессу, и используют её как приманку для Уилсона. Объединившись с Колоссом и Боеголовкой, Дэдпул приходит на место, назначенное Аяксом, и вступает в бой с ним. После долгой и жестокой драки Дэдпул ломает Аяксу все конечности и простреливает ему голову, убивая окончательно.